# أنجيلا كيلي
أنجيلا كيلي (10 مارس 1971 - ) هي لاعبة كرة قدم كندية في مركز الوسط.

## وصلات خارجية
- أنجيلا كيلي على موقع الاتحاد الدولي (مؤرشف)  (الإنجليزية)